# 똑바로 살아라 (1989년 영화)
《똑바로 살아라》(영어: Do the Right Thing)는 1989년 개봉한 미국의 코미디 드라마 영화이다. 스파이크 리가 감독과 각본을 맡았다.
1999년 미국 국립영화등기부에 등재되었다.

## 줄거리
25살 무키는 동생 제이드, 어린 아들 헥터, 라티나 여자친구 티나와 베드퍼드스타이버선트에 살면서 이탈리아계 미국인 샐이 25년째 운영 중인 피체리아에서 배달원으로 일하고 있다. 샐에게는 가게를 흑인 동네에서 옮기길 원하는 인종차별주의자 장남 피노, 무키와 친구인 차남 비토가 있다.
무키의 친구 버긴 아웃은 샐이 로버트 드니로, 알 파치노 등 이탈리아계 유명인들을 전시해둔 피체리아 내 "명예의 벽"에 흑인 유명인들 사진도 걸어달라고 요구했다가 거절을 당하자 피체리아 보이콧을 시작한다. 하지만 어디를 가나 붐박스를 들고 다니며 퍼블릭 에너미의 "Fight the Power"를 크게 트는 라힘만이 참여한다.
이후 다양한 인물들이 제4의 벽을 깨고 고정관념을 바탕으로 타 인종을 비방하며 차별 언사를 늘어놓는 몽타주 장면이 삽입된다. 푸에르토리코인 스티비는 한국인을, 백인 롱은 푸에르토리코인을, 한국인 가게 주인 서니는 유대인을 헐뜯는 식이다.
무키의 친구 버긴 아웃과 라힘이 피체리아에 다시 찾아와 "명예의 벽"에 흑인 사진도 게시할 것을 요구하자 샐은 역시 거절한다. 서로 언성을 높이는 가운데 샐은 야구 방망이로 붐박스를 때려 부순다. 화가 난 라힘이 샐에게 덤벼들고, 길거리 집단 패싸움으로 번지면서 백인 경찰 마크와 게리가 출동한다. 라힘과 버긴 아웃을 체포하는 과정에서 롱은 그만 경봉으로 목을 졸라 라힘을 죽이고 만다.
구경꾼들은 샐과 그 아들들을 탓하고, 무키는 쓰레기통을 던져 피체리아 창문을 깨트린다. 이를 시발점으로 군중들이 피체리아를 파괴하고 발달장애인 스마일리가 불을 낸다. 군중은 서니의 가게도 파괴하려 하지만 서니가 진정시킨다. 폭동 진압 순찰대와 함께 출동한 소방관들이 불을 끄고 군중 해산을 위해 사람들 쪽으로 소방 호스를 겨눈다. 스마일리는 피체리아에 들어가 그을린 명예의 전당 벽에 흑인들의 사진을 건다.
다음 날 무키는 샐에게 주급을 요구한다. 논쟁 중에 샐은 무키에게 돈을 던져서 지급한다. 두 사람은 나름의 화해를 하고 헤어진다. 지역 라디오 DJ 미스터 시뇨 러브 대디는 노래 한 곡을 라힘에게 바친다.
화면에 폭력에 관해 양분된 두 관점의 발언 인용이 흐른다. 하나는 마틴 루서 킹 주니어의 것이고, 다른 하나는 맬컴 엑스의 것이다. 그리고  두 사람이 환하게 웃으며 악수하는 사진이 뜬다.
엔딩 크레디트에서 영화는 작품을 경찰에게 사망한 흑인 5명과 백인 군중에게 사망한 흑인 1명의 가족들에게 바친다.

## 출연
- 스파이크 리 - 무키 역
- 대니 아이엘로 - 샐버토어 "샐" 프랜조니 역
- 오시 데이비스 - 더 메이어 역
- 루비 디 - 머더 시스터 역
- 잔카를로 에스포시토 - 버긴 아웃 역
- 빌 넌 - 라디오 라힘 역
- 존 터투로 - 피노 역
- 리처드 에드슨 - 비토 역
- 로저 겐버 스미스 - 스마일리 역
- 로지 퍼레즈 - 티나 역
- 즈와 리 - 제이드 역
- 스티브 화이트 - 어마드 역
- 마틴 로런스 - 시 역
- 레너드 L. 토머스 - 펀치 역
- 로빈 해리스 - 스위트 딕 윌리 역
- 폴 벤저민 - ML 역
- 프랭키 페이존 - 코코넛 시드 역
- 샘 잭슨[2] - 미스터 시뇨 러브 대디 역
- 스티브 박 - 서니 역
- 릭 아이엘로 - 게리 롱 경관 역
- 미겔 샌도벌 - 마크 폰티 경관 역
- 루이스 안토니오 라모스 - 스티비 역
- 프랭크 빈센트 - 찰리 역
- 존 새비지 - 클리프턴 역

## 기타 제작진
- 공동 제작: 몬티 로스
- 라인 제작: 존 킬릭
- 의상: 루스 E. 카터